# Lexington (Illinois)
Lexington és una població dels Estats Units a l'estat d'Illinois. Segons el cens del 2000 tenia 1.912 habitants.

## Demografia
Segons el cens del 2000, Lexington tenia 1.912 habitants, 760 habitatges, i 550 famílies. La densitat de població era de 703,1 habitants/km².
Dels 760 habitatges en un 35,7% hi vivien nens de menys de 18 anys, en un 58,4% hi vivien parelles casades, en un 11,1% dones solteres, i en un 27,6% no eren unitats familiars. En el 24,6% dels habitatges hi vivien persones soles el 10,3% de les quals corresponia a persones de 65 anys o més que vivien soles. El nombre mitjà de persones vivint en cada habitatge era de 2,52 i el nombre mitjà de persones que vivien en cada família era de 3.
Per edats la població es repartia de la següent manera: un 26,9% tenia menys de 18 anys, un 7,5% entre 18 i 24, un 29% entre 25 i 44, un 24,3% de 45 a 60 i un 12,3% 65 anys o més.
L'edat mediana era de 37 anys. Per cada 100 dones de 18 o més anys hi havia 92 homes.
La renda mediana per habitatge era de 46.146 $ i la renda mediana per família de 54.336 $. Els homes tenien una renda mediana de 40.031 $ mentre que les dones 24.917 $. La renda per capita de la població era de 20.898 $. Aproximadament el 3,1% de les famílies i el 4,4% de la població estaven per davall del llindar de pobresa.

## Poblacions més properes
El següent diagrama mostra les poblacions més properes.